# Microsoft Plus!
Microsoft Plus!（マイクロソフト プラス）はマイクロソフトがWindows向けに開発・販売しているWindowsの機能を付加、拡張するソフトウェアである。特定のバージョンのWindowsに対して補助的な機能を提供するため、導入するPlus!のバージョンが該当するWindowsのバージョンと同じでなければ導入することができない。
主な機能としてはシステムツールの拡張、及びデスクトップアクセサリなどの補助的な機能が大半を占めている。Microsoft Plus!を導入しなくてもWindowsを使用することは可能だが、ソフトウェアによっては導入することで使用環境を大幅に改善することもできる。Plus!の機能は次のバージョンのWindowsでもある程度改良したものを採用をすることが多く、一つの実験用ソフトウェアとして搭載されている。

## 製品について

### Microsoft Plus! for Windows 95
このPlus!にはInternet Explorer 1.0（Plus!日本語版にはIE2.0）が収録されていた。その他にも特定の時間やタイミングに処理を実行するシステムエージェント（Windows 98以降の「タスク」「タスク スケジューラ」という項目に該当）機能やデスクトップの外観を一定のテーマに沿って変更するデスクトップテーマ機能などが搭載された。なお、パッケージはPC/AT互換機用とPC-9800シリーズ用と分かれており、さらにそれぞれCD-ROM版、フロッピーディスク版の計4パッケージが発売されていた。
当初、システムエージェントは指定した時刻に実行するように動作するため、一部の環境では別プログラムが誤作動する問題も指摘された。主な機能は以下の通り。
- Microsoft Internet Explorer 1.0（日本語版では2.0）
- デスクトップテーマ
- ドライブスペース（ドライブの圧縮機能。Windows 98の「ドライブスペース3」に該当する）
- システムエージェント（特定の時間に指定したプログラムを実行する機能）など
- Windows 3D ピンボール（後にWindows NT 4.0以降で標準搭載され、9x系列ではWindows Meで標準ゲームとして採用された）

インストールするとWindowsの起動画面にMicrosoft Plus!の文字が追加される。Windows 95の後期版であるWindows 95 OSR2 (OEM Service Release 2) 以降のバージョンでは、Microsoft Plus! for Windows 95が標準添付された。この添付されたPlus!は市販の物とは違い、市販のPlus!はWindows 95 OSR2以降にはインストールが出来ない。逆も同様である。

### Microsoft Plus! for Windows 98
ここで搭載された機能の多くが次のWindows Meでも採用されている。ウイルス対策ソフトウェアのMcAfee VirusScanや写真編集ソフトウェアのMicrosoft Picture It!の簡易版、DirectXを応用したMicrosoft Golf 1998 Liteなどが収録されており、以前に比べてバラエティ性が強い内容になっている。なお、パッケージはPC/AT互換機用とPC-9800シリーズ用が統合されたが、メディアは別々のCD-ROMが提供され、フロッピーディスク版の提供はなくなった。インストールするとWindowsの起動画面にPlus!98の文字が追加される。
McAfee VirusScan 3.0
ウイルス対策ソフトのマカフィー・ウイルススキャンがそのまま収録されており、定義ファイルの更新が約半年間利用できた。NECのPC-9800シリーズ版では利用する事ができない。
ディスククリーンアップの拡張
CyberMedia製のファイル整理ツールが導入される。通常のディスククリーンアップに加えてサイズの小さいファイルを自動的に削除したり使用頻度の低いファイルを整理したりする事ができた。
圧縮フォルダ (zip)
ファイルをZIP形式で圧縮・解凍することが出来る。この機能は次のバージョンであるWindows Meでも採用された。
Windows XP以降では、OSの標準機能となった。
Picture It! Express
写真編集ソフトウェアのMicrosoft Picture It!（現在のMicrosoft Digital Image Proに匹敵）の簡易版で簡単な画像の補正ができた。
デスクトップテーマ
以前よりも華やかなテーマが増え、サウンドにも凝ったものが使われている。Plus!95のテーマと異なり、その大半は次期OSには収録されなかった。また、壁紙にアニメーションGIF形式のムービーを使用することが可能であった。なお、このムービー壁紙機能は後継OSでは採用されなかったが、Windows Vista Extrasに含まれるDreamSceneとして形を変えて復活した。
Organic Art 3D スクリーンセーバー
上記デスクトップテーマとは別に多数の3Dスクリーンセーバーが追加された。当時の水準としては要求されるマシンスペックが高いものも多かった。
デラックスCDプレーヤー
通常のCDプレーヤーに比べて外観が大幅に変わったところや、インターネットから曲情報をダウンロードすることができた。但し、邦楽のCDに関してはほぼ全てが曲情報を表示できない（データベースが邦楽に対応していない）問題があった。このデラックスCDプレーヤーはWindows 2000のCDプレーヤーとして採用された。
ゲームソフト
Microsoft Golf 1998 Lite(英語版)やLose Your Marbles!、スパイダーソリティア等が収録されている。
Microsoft Golf 1998 Liteは体験版が収録された。
スパイダーソリティアはWindows Me以降から標準アプリケーションとして採用された。
|                | 32 ビット                        |
| -------------- | -------------------------------- |
| アーキテクチャ | PC/AT互換機またはPC-9800シリーズ |
| 物理メモリー   | 16 MB以上                        |
| ストレージ     | 185 MB以上                       |
| 光学ドライブ   | CD-ROMまたはDVD-ROMドライブ      |
| 画面解像度     | 640 x 480                        |

### Microsoft Plus! for Windows XP
以前のものに比べるとシステムツール関連で強化を促す機能は特に収録されておらず、どちらかと言えばデスクトップアクセサリ重視の内容として収録されている。
CDラベル作成機能
対応するプリンターと空のCD-Rがあれば表面を印刷することができるラベル印刷機能。
Plus! CD Label Maker Updates
MP3コンバーター
既存のMP3形式の音楽ファイルをWMA形式に変換する。
パーソナルDJ
Windows Media Playerの再生リストを自動的に作る機能である。
スピーカー拡張
特定のスピーカー及びサウンドカードが整っていれば擬似的サラウンド環境を体感できる。
スクリーンセーバー
以前よりも3Dを多用するものが多くなった。
ゲームソフト
Hyperbowl Plus! Edition、The Labyrinth Plus! Edition、Russian Square Plus! Editionを収録。
デスクトップテーマ
Windows XP標準のテーマである「Luna」を活用したテーマ。4種類ほど収録されている。
※Plus for Windows XP アップデートCD・・・バージョン番号が1.00.01で始まるものよりも小さい数字の場合適用するPlus!用Service Pack。

### Microsoft Plus! for Windows XP Digital Media Edition
前回のPlus!に対してこのエディションはデジタルメディア関連の機能を重点的に強化している。なお、このバージョンのPlus!からライセンス認証が必須になった。初回限定版では日本人ダンサーやWindows Media Player 9用スキン2種の追加などを行えパーティモードのテーマのダウンロードサイトへ簡単に接続できるPremium CD-ROMが付属していた（後にいずれもPlus!公式サイトより入手できるようになった）。導入する場合は、Windows Media Player 9（Digital Media Editionにも収録）以降とWindows Movie Maker 2が導入されている必要がある為、無印やSP1の場合これらも自動的にインストールされる。
ダンサー機能
デスクトップ上で小さいダンサーが音楽に合わせて踊る。追加でお笑い芸人の三瓶等の日本人ダンサーを使用できるようになる。DirectXを多用するため負荷が重くなる点は注意が必要である。
フォトストーリー
画像を並べて音楽と特殊効果を兼ねて一本のスライドショーを作成する機能。現在ではマイクロソフトのサイトから最新版を単体で入手することができる（要正規版認証）。
パーティーモード
画面の外観を特殊なものに固定してジュークボックス化する機能。不必要に操作できないように保護することもできる。
アナログレコーダー
音声端末経由で音楽を録音することができる。
シンク&ゴー
作成したメディアファイルをWindows Mobile対応のPocket PCに転送する機能。
Windowsムービーメーカーの特殊機能
僅かではあるが切り替え効果などを追加できる。
Premium CD-ROM（初回限定25,000箱に同梱）
追加のダンサー
Windows Media Player 9用の追加スキン2種類hiphopとkidstv

### Microsoft Plus! SuperPack for Windows XP
従来発売されていたMicrosoft Plus! for Windows XPとMicrosoft Plus! for Windows XP Digital Media Editionの二種類を合体し、2004年末から発売開始された。これには過去に発売された二種類のWindows XP用Plus!の全機能に加え、Plus for Windows XP 用サービスパックや Plus! Digital Media Edition アップデート版がすでに適用され、Premium CD-ROM の追加のダンサーもCD-ROMに収録されており自動的に組み込まれるようになっている。その他、Windows Media Player 10のCD-ROMも添付されている。

### Plus! Pack for WindowsCE Handheld PC Pro Edition Version 3.0
実質Windows CE版のMicrosoft Plus!である。対応OSはWindows CE 2.11を搭載する『H/PC Pro』、言語は英語版のみだが日本語版でも利用可能。
主な内容としてはPC版Windowsで標準搭載されている機能が追加され、おまけ要素としてゲームや壁紙も含まれている。
Windows CEとしてのPlus!はこれしか存在しないが、次期バージョンである3.0（H/PC 2000）以降でも一部の機能を除いて動作する。
Switcher (タスク切り替えユーティリティ)
Resource Meter (リソースメーター)
Mute (スピーカー・ボリューム)
Pocket Paint (ポケット・ペイントブラシ)
Squares（ゲームソフト）
Pocket Word Count (Pocket Word 用文字数カウントユーティリティ)
Outline Converter (Word文書 → PowerPoint コンバータ)
PIM Today (本日のスケジュール)
Spell Checker (電子メール用スペルチェッカ)
Pocket PowerPoint Templates (デスクトップ用 PowerPoint テンプレート)
Plus! Backgroud Image (壁紙)
Favorites（お気に入りの変換ユーティリティ）

## 補足
- Windows 98、Windows Meのデスクトップテーマは、Plus!95相当のものがそのまま付属する。Themes.exeの内部バージョンは4.40.500。
- Plus!98付属のThemes.exeの内部バージョンは4.80.1998であり、隠しコマンドではあるがWindows 2000にも同等のものが存在する。月替わりでテーマを変更できたり、エクスプローラの「Webコンテンツ表示」部分のデザインを変更できたりなど、若干の機能追加がある。
- Windows Me、Windows 2000、Windows Vista以降対応のPlus!は用意されていない。ただし、Windows Vista Ultimateに関しては、Plus!に似た要素としてWindows Ultimate Extrasという追加機能を定期的に配布するサービスがあった。